# Heterographa occidentalis
Heterographa occidentalis är en fjärilsart som beskrevs av Charles E. Rungs 1952. Heterographa occidentalis ingår i släktet Heterographa och familjen nattflyn. Inga underarter finns listade i Catalogue of Life.